# 小名川高弘
小名川 高弘（こながわ たかひろ、1979年11月30日 - ）は、日本の男性ギタリスト、鍵盤楽器奏者、シンガーソングライター、編曲家、音楽プロデューサー。大分県生まれ、千葉県育ち。元CHARCOAL FILTERのギタリスト。

## 概略
千葉県柏市出身（出生地は大分県大分市）。身長168cm。
沼南町立大津ヶ丘第二小学校、沼南町立風早中学校、慶應義塾高等学校卒業。慶應義塾大学法学部政治学科中退。
ギタリストであると同時に、少年のような高音を生かし、コーラスも担当している。声の高さに関しては、子供の頃から音域が変わっていないことを自認している。
さらに、アルバム曲の中にはリードボーカルを務めるものもある。2003年末からは、konaやkonagawa名義のソロでイベントに出演しており、2006年7月19日にはKonagawa Takahiroとして、アルバム『The first tears』でソロデビューを果たした。バンド解散後はバンドプロデューサーを務めていた亀田誠治の事務所「誠屋」に入り、プロデュースに関わる。2022年3月に独立。

## 略歴
CHARCOAL FILTERの略歴も併せて参照のこと
1979年　大分県大分市に生まれる。5歳までは千葉県習志野市津田沼で過ごし、その後東葛飾郡沼南町に引っ越した。1995年　慶應義塾高等学校入学。安井佑輝・高野真太郎とバンド結成。1996年　バンドに大塚雄三が加入し、学園祭にて初ライヴ。結成当初は、安井と二人でベースとギターを交互に弾いていたが、自然とギター担当になった。大塚は「逆だったらデビューできなかったと思う」と語っている。
1999年　CHARCOAL FILTERとしてシングル『I start again』にてメジャー・デビュー。
2003年 大塚と共に "ジョン・レノン音楽祭2003 Dream Power ジョン・レノン スーパー・ライヴ" に出演。"全力投球!! '03冬" にてkonaとして初ステージを踏む。
2005年　ソロ活動時の名義がkonagawaになり、弾き語りだけでなくバンド編成の楽曲も披露し始める。
2006年　7月19日にKonagawa Takahiroとして1st Al.『The first tears』をリリース。
2011年　この年発足したプロデュースチーム「u703」の一員となる。

### 音楽的側面

#### 愛用楽器
- フェンダー・カスタム・クラプトン・ストラトキャスター（現在のメインギター）2003年末にツアーで訪れた高知県で購入した。
- フェンダー 1957・ストラトキャスター NOS（現在のサブギター）上記と同様高知県で購入
- ギブソン・レスポール・スタジオライト（2003年までのメインギター）
- ギブソン・レスポール・スタンダード ジミー・ペイジ シグネチャーモデル（2003年までのサブギター）デビュー前にレコーディングで訪れたニューヨークで購入した。

ギターのチューニングは半音下げ。初めて買ったギターはアイバニーズのセット（55,000円）。
自宅のスタジオの名前は「コナスタジオ」、略して「コナスタ」。

## Konagawa Takahiroとしての活動

### アルバム
- The first tears　（2006年7月19日）

1. tears　　作詞: 亀田誠治 / 作曲・編曲: 小名川高弘
2. Stop Magic　　作詞・作曲・編曲: 小名川高弘
3. 祈り　　作詞・作曲・編曲: 小名川高弘
4. Melody　　作詞・作曲・編曲: 小名川高弘
5. 目的地　　作詞・作曲・編曲: 小名川高弘
6. Mercy Drive　　作詞・作曲・編曲: 小名川高弘

『tears』のPVと『Mercy Drive』のライヴ映像を収録したエンハンスド仕様

### 参加作品
- Gimme MUSIC （2006年7月5日）

収録曲 『tears』

### イベント出演
- "全力投球!! '03冬" （2003年12月28日） ※kona名義
- "美味榮養歌手選手権 vol.1" （2004年1月22日・唄人羽主催） ※kona名義・セッションのみでオリジナル曲は披露せず
- "全力投球!! '04夏" （2004年8月29日） ※kona名義
- "全力投球!! '05夏" （2005年8月28日） ※konagawa名義
- "Gimme a 2006 The 忘年会" （2005年12月30日） ※konagawa名義
- "勝手にやっちゃえ! Gimme MUSIC企画" （2006年7月9日）
- "ド・柏力!!" （2006年7月23日）
- "全力投球!! '06夏" （2006年8月27日）
- "Shine Field" （2006年9月21日）
- "new vision" （2006年10月5日）

### サポートメンバー
- ギター - SHOGO （High Luck Club）
- ベース - ベリ
- ドラム - 浅見トマル （元 ザ・ベイビースターズ） 2006年夏のイベントから
- ドラム - 高野真太郎 （CHARCOAL FILTER） 2005年のイベント及び1st.アルバムのレコーディングに参加

## CHARCOAL FILTERに於いての活動

### 作曲活動
- 2002年

卒業 （安井佑輝と共作） ／ ロマンチック ／ Lonely holiday （安井佑輝と共作） ／ 日常 （安井佑輝と共作） ／ WOW WOW パラダイス
- 2003年

BY MY SIDE ／ someday somewhere ／ スターダッシュ ／ 虹 ／ 皐月 ／ デモテープ （仮）
- 2004年

one Days ／ Kiss on the beach ／ 浮き世の花 ／ パノラマ ／ Lover Lover ／ Radio Motown ／ 夢のそばにある世界で ／ Morning Glow
- 2006年

世界の果て ／ 心の来た道 ／ 愛をばらまいて
- 代表曲
  - BY MY SIDE （2003年） - 映画「略奪者」イメージソング
  - 虹 （2003年） - TBS系「Pooh!」エンディングテーマ
  - 心の来た道 （2006年） - ミニアルバム『心の来た道』タイトル曲

### リード・ボーカル曲
- D'd （アルバム『Spiky』収録）
- Bring Out （アルバム『PANIC POP』収録）
- someday somewhere （ベストアルバム『C☆BEST + Flying Hi-High』収録）

## ライブサポート
- 山本彩 全ライブツアー キーボード&ギター（バンドマスター）
  - ｢LIVE TOUR 2016 ～Rainbow～」｢LIVE TOUR 2017 identity｣ ｢LIVE TOUR 2019 I'm ready｣ ｢LIVE TOUR 2020 ~ α ~ ｣ ｢CUE 2021｣ ｢LIVE TOUR 2021 ~ re ~ ｣
- 大原櫻子 全ライブツアー キーボード＆ギター

## 提供楽曲
- 塚本高史 『僕の声』 （作曲）  - シングル『いつでも僕は』カップリング
- 吉田智美
  - 『グレープフルーツムーン』 （作曲）
  - 『キャトルセゾン』 （作曲）
- 大原櫻子
  - 「泣きたいくらい」（作詞・作曲）
  - 「遠くまで」「いとしのギーモ」（シングル「泣きたいくらい」収録曲、作詞・作曲）
- カワミツサヤカ
  - 「君咲く春」（作詞・作曲）

## レコーディング参加作品
- PUFFY「Tokyo I'm On My Way」
- ヒューマンロスト『光風 from book』
- WEAVER『ジュビレーション』（ギター）
- スピッツ「探検隊」（アルバム『とげまる』収録曲、プログラミング）